# لیلی با من است
لیلی با من است یک فیلم سینمایی کمدی، جنگی دربارهٔ جنگ ایران و عراق ساختهٔ کمال تبریزی در مقام تدوین‌گر، نویسنده و کارگردان است. وی این فیلم را در سال ۱۳۷۴ ساخته‌ است. لیلی با من است نخستین فیلم دفاع مقدس است که در گونهٔ کمدی ساخته شد و از سوی بسیاری از منتقدان بهترین فیلم کمدی ایرانی با موضوع جنگ به‌شمار می‌آید.

## خلاصهٔ داستان
صادق مشکینی (پرویز پرستویی) فیلمبردار تلویزیون که بسیار از جنگ و خط مقدم جنگ می‌ترسد، برای اینکه بتواند از صندوق تلویزیون وام بگیرد تا خانهٔ نیمه‌ساخته‌اش را تکمیل کند، باید برای فیلمبرداری فیلمی مستند از اسرای عراقی به منطقه جنگی برود. صادق شبانه وصیتی تنظیم می‌کند و فردا صبح به‌همراه آقای کمالی (محمود عزیزی) عازم منطقه می‌شود. صادق برای اینکه پایش به جبهه و منطقهٔ جنگی و به خصوص خط مقدم نرسد، حوادث عجیب و غریبی رقم می‌زند اما ناخواسته به خط مقدم می‌رسد…

## بازیگران
- پرویز پرستویی
- محمود عزیزی
- شهره لرستانی
- رحمان باقریان
- حسین معلومی
- مهدی فقیه
- هدایت‌الله نوید
- علی غفاری
- عبدالله نعیم‌زاده
- رحیم مهدی‌خانی
- میکائیل جبرئیلی‌پور
- ناصر حسینی‌فر
- سید حسن حسینیان
- ساحره متین
- سعید نورالهی
- اسماعیل امیدی

## جوایز

### چهاردهمین دوره جشنواره فیلم فجر
- برندهٔ سیمرغ بلورین بهترین فیلمنامه (کمال تبریزی و رضا مقصودی) از چهاردهمین جشنواره فیلم فجر (۱۳۷۴)
- کاندیدای سیمرغ بلورین بهترین بازیگر نقش اول مرد (پرویز پرستویی) از چهاردهمین جشنواره فیلم فجر (۱۳۷۴)
- کاندیدای سیمرغ بلورین بهترین بازیگر نقش مکمل مرد (محمود عزیزی) از چهاردهمین جشنواره فیلم فجر (۱۳۷۴)
- برنده دیپلم افتخار بهترین بازیگر نقش اول مرد (پرویز پرستویی) از چهاردهمین جشنواره فیلم فجر (۱۳۷۴)

### پانزدهمین دوره جشنواره فیلم فجر
- کاندیدای سیمرغ بلورین بهترین نمونه فیلم از پانزدهمین جشنواره فیلم فجر (۱۳۷۵)

## مجموعه تلویزیونی
لیلی با من است به صورت سریالی ۶ قسمتی هم ساخته شده‌است.